# Iron Man (videogioco)
Iron Man è un videogioco del 2008 prodotto da SEGA, tratto dall'omonimo film a sua volta ispirato alla serie a fumetti.

## Trama
Tony Stark è un ricco imprenditore ereditario delle Stark Industries, industrie occupate nella creazione di armi da mettere in commercio. Durante una spedizione, Tony deve incontrarsi con un acquirente ma proprio all'improvviso scoppia una mina e il furgone con dentro Tony viene ulteriormente danneggiato. Tony viene catturato da dei ribelli dopo l'attentato e viene costretto a collaborare a costruire armi potenti e pericolose; per colpa della mina esplosa, Tony ha riportato diverse emorragie al cuore ed è quindi costretto a portare un cuore artificiale di energia illimitata.
Date le sue condizioni, egli capisce che le armi che nel corso del tempo ha costruito sono causa di morte di centinaia di innocenti, a questo punto capisce che deve distruggere le armi create da lui... ma prima deve scappare: costruisce un'armatura con le poche armi e materiali procurateli dai ribelli e con essa fugge dalla base delle Dieci Anelli con l'aiuto radio di Yensen, suo compagno prigioniero anche lui dei ribelli, e deve poi affrontare l'esercito dei ribelli e affrontare un carro armato del Maggia.
Tornato alla vita di ricco imprenditore, decide quindi di trovare un modo di distruggere le armi nel mondo da lui realizzate costruendo un'armatura più avanzata chiamata "Mark II": decide di testare la Mark II in città e dopo un veloce addestramento di volo supervisionato da Jarvis ( il computer di Tony, dotato di una intelligenza artificiale ), le Stark Industries vengono attaccate dal Maggia, un esercito acquirente delle armi Stark, che è deciso a rubare le armi di Tony, quest'ultimo difende gli edifici attaccando il Maggia con le poche armi impostate nel prototipo Mark II.
Dopo l'attacco alle Stark Industries, Stark costruisce una nuova armatura chiamata Mark III e va a rendere il favore al Maggia distruggendo le armi Stark depositate nei loro stabilimenti nel deserto e attaccando poi un centro abitato usato come stabilimento di fabbriche di armi Stark in cui si trova un avversario: Scarlotti, vecchio ingegnere di fibre metalliche sintetiche di energia a ioni, di cui indossa una corazza proprio di questa struttura. Terminato il combattimento, l'ormai conosciuto Iron Man, finisce il Maggia attaccando l'ultimo stabilimento e distruggendo una loro fortezza volante. Viene a scoprire poi che il miglior acquirente delle armi Stark ha preso il controllo di una centrale nucleare russa con l'aiuto del suo fedele esercito A.I.M. (Alchemax Industries Meccanic) e usando un'armatura a energia Nucleare: TITANIUM MAN.
Alla fine Iron Man sconfigge Titanium Man ma dovrà riaffrontarlo in città in seguito. Poi la segretaria di Tony viene rapita dal A.I.M. e Tony dovrà liberarla prima che muoia nell'esplosione del reattore della base del A.I.M. Dopo aver salvato Pepper, Iron Man deve salvare la città da un imminente attacco da un cannone dell'A.I.M. protetto da Hogan (un altro imitatore di Iron Man) ma che è comunque un nemico debole.
Infine Iron Man dovrà regolare i conti con Obdiah Stane, vecchio amico di Howard Stark (il padre di Tony) e nuovo alleato dell'A.I.M., da cui ha chiesto di modificare la Mark I di Tony, nonché primissimo prototipo usato da Tony per fuggire dalla base delle Dieci Anelli. L'ultima sfida che deve affrontare Iron Man è quella di affrontare Obdiah, che controlla un'armatura enorme chiamata Iron Monger, in città. Dopo un terribile scontro, Tony riesce a distruggere Iron Monger buttandolo dentro il reattore energetico del palazzo delle Stark Industries. Alla fine Tony si ritrova a dover riparare la sua armatura, e a
questo punto si rende conto che cosa vuol dire essere un eroe, un eroe chiamato Iron Man.

## Modalità di gioco
Il gioco di basa sul film e sulla serie a fumetti. Nelle diverse versioni di piattaforma, Iron Man: Il videogioco ufficiale del film ha comandi semplici. Quando si finisce il gioco, si possono rigiocare tutte le missioni e si possono completare con altre armature, che si sbloccano completando tutte le sfide presenti.
Nota: Alcuni trofei richiedono l'uso di alcune armature sbloccate, quindi bisogna sbloccare almeno quelle richieste per completare i trofei.

## Versione PlayStation 2
L'edizione per PlayStation 2 permette al giocatore di affrontare 12 missioni durante le quali sbloccare sette diverse armature. Tali armature possono essere configurate in un apposito menù prima dell'inizio di ogni missione per adeguarle alle forze in campo. Questa versione non è stata molto apprezzata dalla critica a causa di un comparto grafico e sonoro inadeguati e alla ripetitività che caratterizza la gran parte delle situazioni di gioco.

## Sequel
Nel 2010 uscì il sequel Iron Man 2.